# Geghadzori
Geghadzori är ett vattendrag i Armenien. Det ligger i den nordvästra delen av landet, 60 kilometer norr om huvudstaden Jerevan.
Trakten runt Geghadzori består i huvudsak av gräsmarker. Runt Geghadzori är det ganska tätbefolkat, med 144 invånare per kvadratkilometer.